# Imre Forgách
Imre Forgách (zm. 1599) – baron, nadżupan trenczyński. Był trzykrotnie żonaty, doczekał się jedenaściorga dzieci.